# Taseopteryx nigrivittata
Taseopteryx nigrivittata là một loài bướm đêm trong họ Noctuidae.